# Léonce Bajart
Pour les articles homonymes, voir Bajart.
Léonce Bajart, de nationalité française, né le 21 avril 1888 à Maubray (Belgique) et mort le 27 mars 1983 à Caudry. Il fut notamment instituteur dans sa commune.

## Biographie
- En 1905 : membre-fondateur du Star Club Caudrésien, société omnisports.
- 15 octobre 1912 : vice-président à la fondation de l'amicale des anciens élèves des écoles laïques, puis président actif jusqu'en 1939 ; président d'honneur ensuite.
- 1921-1923 : promoteur et président du comité d'organisation des grandioses fêtes de la dentelle, pour célébrer la renaissance de Caudry.
- 1921 : créateur des géants caudrésiens Batisse et Laite.
- 1932-1934 : trésorier de la souscription publique, en faveur des 2 000 chômeurs caudrésiens.
- 1936-1945 : vice-président, puis président de l'œuvre de secours à l'enfance malheureuse et de l'œuvre de la tasse de lait au profit des enfants des écoles maternelles : 25 480 litres de lait distribués pendant la guerre 1939-1945.
  - 1940-1944 : pendant la guerre, membre de la Résistance O.C.M.(Organisation Civile et Militaire) dirigé par Gaston Dassonville.
- 1925-1970 : délégué cantonal pendant 45 ans ; assure pendant 16 ans la présidence des délégués cantonaux de l'arrondissement de Cambrai.
- 1929-1971 : administrateur pendant 42 ans de l'hospice de Caudry, puis de l'hôpital rural.
- À partir de 1942 : président du comité d'administration de la succursale de Caudry, de la Caisse d'Épargne de Saint-Quentin.

## Honneurs
- Chevalier de la Légion d'honneur, en 1937 au titre de l'éducation nationale.
- Commandeur de l'ordre des Palmes académiques en 1959
  - Officier des Palmes académiques en 1933
- Chevalier du Mérite Social en 1958
- Médaille de la Libération en 1944
- Médaille d'honneur de la ville de Caudry en 1953
- Médaille d'honneur des délégués cantonaux du Nord en 1960